# محمد كاظم الكفائي
السيد محمد كاظم بن محسن بن حسين بن علي الكفائي (1343 هـ - 1423 هـ). هو رجل دين ومؤرخ ومؤلف شيعي عراقي بالإضافة إلى كونه ناظماً للشعر العربي. وكانت الصحف العراقيَّة تنشر له المقالات والأشعار، وكان يلقي بحوثاً إسلاميَّة من إذاعة بغداد. وكانت للكفائي جولات علميَّة إلى عديد من البلدان كمصر والسودان والمغرب وباكستان والهند وغيرها.

## ولادته ونشأته
كانت ولادة الكفائي بمدينة النجف سنة 1917 م / 1918 هـ في زمن الدولة العثمانية لكن عندما سقطت الدولة العثمانيه واسست الدولة العراقيه قاموا بتغيير سنه ولادته إلى تأسيس الدولة العراقية سنة 1923 ، وكانت عائلته من الأسر المتديِّنة إذ أنَّ جده السيد حسين الكفائي كان من خطباء المنابر، وكان ذلك بالإضافة إلى ولادته ونشأته في النجف مركز الحوزة العلميَّة الشيعيَّة من العوامل التي دفعته للانخراط في سلك رجال الدين، فقد دخل مدارس منتدى النشر ودرس بها. وقد كتب ونشر ونظم الشعر بصورة وافرة، وله مشاركات واسعة في الأندية النجفيَّة الأدبيَّة. وكانت مقالاته وأشعاره تنشر باستمرار في الصحف العراقيَّة، وكان من نشاطاته إلقاء البحوث الإسلاميَّة من إذاعة بغداد. وقد كان الكفائي كثير السفر إلى بعض البلدان، وكانت جل أسفاره أسفاراً علميَّة، فقد زار مصر والسودان والمغرب وپاكستان والهند وروسيا والسعودية.

## الجدل حول كتاب الزهراء
بعد أن صدر الجزء الثاني من كتابه الزهراء في السنة والتاريخ والأدب صادرته الحكومة الملكيَّة العراقيَّة، وأتلفوا نسخه إلاَّ قليلاً ممَّا لم تصل أيديهم إليه، وقد أوقف الكفائي مدة عشرين شهراً وزجُّوه في السجن، لاشتمال كتابه الطعن الصريح على أبي بكر وعمر بن الخطاب والإنكار عليهما مما سبَّب غضب كثير من السنة الذين يحترمون هاتين الشخصيتين، ويعدُّونهما من أهم الرموز الدينيَّة، وقد جوبه الكتاب كذلك برفض من بعض الشيعة الذين رأوا أنَّ محتوى الكتاب ينبغي أن لا يذكر. وقد أفرج عنه لاحقاً بعد تدخل المرجع محمد حسين آل كاشف الغطاء، وكتابته برقية إلى نوري السعيد يطالبه فيها بالإفراج عن الكفائي حيث كتب ما نصَّه «الكفائي يطلق، والكتاب يحرق، والموضوع يغلق؛ وإلَّا اقرأ لعرشك الفاتحة».

## مؤلفاته
| - مسند الإمام الباقر. أورد فيه كل ما روي عن محمد الباقر في الكتب الأربعة. - مسند الإمام الصادق. أورد فيه كل ما روي عن جعفر الصادق في الكتب الأربعة. - الزهراء في السنة والتاريخ والأدب. صدر منه جزآن، فالجزء الأول منه طبع عام 1369 هـ، وأمَّا الجزء الثاني فقد طبع عام 1371 هـ، وقد أراد المؤلف إلحاقه بعشرة أجزاء إضافيَّة، ولم يتمكن من ذلك بسبب المنع الحكومي على كتابه. - عصور الأدب العربي. - نهج الفصاحة. جمع فيه كلمات متنوَّعة لعلي بن أبي طالب «من الخطب والكتب والكلمات القصار والطوال في كل موضوع حتى الفقه والأحكام». - ألفين فضيلة من فضائل أمير المؤمنين. | - بين الأزهر والنجف الأشرف. - مدارس الإمام الجواد. - المؤتمر الإسلامي العراقي. - هؤلاء أنصار الحسين في مشعرهم وشعورهم. ذكر آغا بزرگ الطهراني أنَّ الكفائي قد أورد «فيه تراجم جمع من الراثين للحسين» بالإضافة إلى «شيء ممَّا نظموه في رثائه». - الفرقان المجيد. جمع فيه أحاديث قدسية من طرق الشيعة الإثني عشريَّة. - عذراء يثرب. ذكره آغا بزرگ الطهراني في الذريعة قائلاً أنَّه «يشبه الرواية»، وأنَّ المؤلف قد «أدرج فيه جميع ما في الجزء الثاني من كتاب (الزهراء)». - ديوان شعر. ذكره الطهراني حاكياً أنَّه باللهجة العراقيَّة العاميَّة. |